# Œuvres complètes de Marcel Van
La collection Œuvres complètes de Marcel Van désigne une série d'ouvrages publiant les écrits de Marcel Van, jeune vietnamien, entré dans l'ordre des Rédemptoristes au milieu du XXe siècle. La publication, débutée en 2000, a été réalisée dans le cadre de la procédure en béatification du jeune religieux. La collection est composée de quatre tomes.

## Historique de l’œuvre
Les Œuvres complètes de Marcel Van désignent une série d'ouvrages publiant les écrits de Marcel Van, jeune Vietnamien, entré dans l'ordre des Rédemptoristes au milieu du XXe siècle. La publication débutée en 2000 regroupe quatre tomes.
Ces éditions ont été réalisées dans le cadre de la procédure en béatification du jeune religieux, procédure ouverte en 1997.
Dans les années 1940, le père Antonio Boucher, prêtre rédemptoriste québécois, est le directeur spirituel du jeune Marcel dans leur maison religieuse installée en Indochine. Il demande au jeune Van (qu'il accompagne spirituellement) d'écrire son autobiographie, puis, les « colloques » (ou entretiens), que le jeune garçon dit avoir avec sainte Thérèse de Lisieux, la Vierge Marie ou même le Christ,. Le jeune novice s'exécute et rédige durant plusieurs années (en vietnamien), sur des petits cahiers, sa biographie, et les révélations privées qu'il dit recevoir. Après l'indépendance du Viêt Nam, le père Boucher rentre au Canada, rapportant ces écrits, ainsi que d'autres textes qu'il a pu collecter (poèmes, notes, écrits intimes), alors que Van choisit de partir pour Hanoï. Le père Boucher va passer de nombreuses années à traduire tous ces textes du vietnamien au français, en vue de leur publication.

## Notoriété de l’œuvre
En novembre 2009, l'association des Amis de Van réalise un colloque à Paris sur trois jours pour évoquer la spiritualité de Marcel Van en se basant sur ces écrits.
Bien que de publications récentes, ces écrits sont cités par certains auteurs (dans leurs propres ouvrages).
La traduction et publication en anglais des œuvres complètes a été réalisée en 2017 sous le titre Autobiography, Conversations, Correspondence, et Other Writings. L'autobiographie et le tome Les Colloques ont été traduits (et publiés) en espagnol et en italien.

## Composition de l'édition
Les deux premiers tomes sont publiés en 2000 et 2001. Le tome 1 concerne un récit autobiographique de Marcel Van. Le tome 2 est intitulé « Colloques ». Il regroupe les échanges que Van dit avoir eus avec Thérèse, Marie et Jésus. Deux autres tomes sont publiés plus tard ( « Correspondances » en 2006, et « Autres Écrits » en 2014), ils regroupent des lettres et des textes divers de Marcel Van.
Tome 1
Ce premier ouvrage, intitulé « Autobiographie », est publié en 2000. Il est préfacé par Mgr François-Xavier Nguyen Van Thuan, évêque de Hô-Chi-Minh-Ville, et président (à cette date) du Conseil pontifical Justice et Paix. Dans cet ouvrage autobiographique, Marcel Van raconte son histoire, son enfance, sa volonté de devenir prêtre, ses souffrances lors de sa formation, et sa « première rencontre » avec Thérèse de Lisieux. D'après un commentateur, ce récit simple présente le chemin de foi du jeune Marcel, « sa foi, sa force, son courage, sa patience dans les épreuves, son amour généreux et sincère pour Jésus ». Ces pages sont également une source « exceptionnelle » sur « l'état des communautés chrétiennes vietnamiennes du début XXe siècle et du comportement d'un clergé peu recommandable et sévèrement dénoncé » par l'auteur.
Tome 2
Ce second ouvrage, intitulé « Colloques », est publié en 2001. Il est préfacé par le Cardinal Schönborn, archevêque de Vienne. Dans ce livre, l'auteur a rassemblé les dialogues intérieurs que le jeune Marcel dit avoir eus avec Jésus, Marie et Thérèse de Lisieux. Le style de l'ouvrage, des dialogues d'une « incroyable familiarité et d'une tendresse surprenante », montrant« un Marcel un rien infantile, un Jésus peu conventionnel et une Thérèse espiègle à souhait » pourra surprendre certains lecteurs.
Tome 3
Cet ouvrage, intitulé « Correspondances », est publié en 2006. Il est préfacé par Mgr Renato Boccardo, secrétaire général du Gouvernorat de l'État de la Cité du Vatican. Ce livre rassemble plus de 300 lettres de sa correspondance avec ses amis et connaissances.
Tome 4
Ce dernier ouvrage, intitulé « Autres Écrits », est publié en 2014. Il est préfacé par Mgr préface du Marc Ouellet. Le livre rassemble des écrits inédits :  poésies, « lettres à Jésus », etc. Il clôt le cycle des publications des écrits du jeune Van.